# قصبه بن مشیش
قصبه بن مشیش (به فرانسوی: Kasbat Ben Mchich) یک شهرک در مراکش است که در استان برشید واقع شده‌است. قصبه بن مشیش ۱۴٬۹۰۵ نفر جمعیت دارد.